# Gajševci
Gajševci – wieś w Słowenii, w gminie Križevci. W 2018 roku liczyła 45 mieszkańców.